# Дело Кравченко
Дело Кравченко (фр. L'Affaire Kravtchenko) — знаковое судебное разбирательство, состоявшееся в Париже по иску о клевете Виктора Кравченко против марксистской газеты «Les Lettres françaises», которое сыграло значимый вклад в развенчании идеологизации Советского Союза на территории Западной Европы.

## Предыстория
Виктор Кравченко, будучи инженером красной армии, в конечный период ВМВ, будучи контролёром закупок по ленд-лизу запросил политическое убежище в США, сообщив общественности западного мира о массовых нарушениях прав и свобод человека в СССР, при этом демонстративно отказавшись обсуждать военно-экономическое положение СССР. После того, как вопрос о его выдаче был закрыт, тот опубликовал в 1946 году книгу «Я выбрал свободу». Книга со временем стала широко известной (только на английском языке издавалась 73 раза). В ней описывались все нарушения прав и свобод в Советском союзе, среди которых выделялся Голодомор, ГУЛАГ и деятельность НКВД СССР. Помимо оного, книга затрагивала фальсификации результатов пятилеток.
Уже в 1947 году книга была опубликована во Франции, где та практически моментально разошлась 500 000 экземпляром, из-за чего практически сразу же подверглась нападениям со стороны Французской коммунистической партии и её печатного издания — Les Lettres françaises. Сразу же за этим, последовали нападения от Европейских сталинистов и СССР, которые заявили, что книга написана самими же американцами, а Кравченко — «трус, предатель, пьяница, развратник, расхититель и вор, и конечно же марионетка, управляемая США». В ответ на нападки, Кравченко подал в суд на издателей Клода Моргана и Андре Вюрмсера, а также на автора статьи Сима Томаса (позднее выяснилось, что такого человека не существует, а статью в газету принёс Андре Ульман – как утверждал Клод Морган, Ульман же и написал эту статью) за клевету.

## Судебный процесс

### Начало процесса
Судебный процесс начался 24 января 1949 года, в качестве стороны обвинения выступал Виктор Кравченко и его адвокаты — мэтр Жорж Изар и мэтр Жильбер Гейцман. На стороне защиты выступал мэтр Нордманн, мэтр Матарассо и мэтр Блюмель. Судебный процесс вёл судья Дюркгейм.
Заседание суда начинается с речи Кравченко:
Я оставил на родине, которую горячо люблю, близких и родных. Я не знаю, что с ними стало. До этого, я никогда заграницей не был и иностранных языков не знал, у меня не было никого, когда я порвал с советским режимом. И всё-таки, я сделал это, потому что я должен был сказать миру о том, как страдает мой народ. Миллионы людей хотели бы сделать то, что сделал я, и среди тех свидетелей, которых Политбюро пришлёт на мой процесс, будут люди, которых я знаю, которых я знал, и которые думают, как я, но у них остались заложники в Москве, их жёны и дети, и они ничего об этом не скажут...
<...>
Пока я был в России, эти хозяева хвалили и выдвигали меня, и даже послали меня за границу. Но теперь, когда я порвал с режимом, меня называют предателем и вором… Меня называют предателем, и я попадаю в хорошую компанию, ибо предателями называют в Москве Леона Блюма, Бовина, Эттли и Трумана. Только Торез, Тольятти и сам Сталин – честные люди… Пока моя страна была в войне (хотя бы и союзницей Соединённых Штатов), я отказался выдать американской прессе какие бы то ни было сведения касательно военно-экономического положения моей страны. В 1940 году, когда я был на фронте, Торез сидел в Москве под крылышком у Сталина...
<...>
Пусть меня не упрекают в преувеличении, когда я говорю о советском строе. Вспомните, что вы называли преувеличением рассказы о немецких концлагерях смерти и крематориях, и это оказалось правдой. Вы увидите моих свидетелей. Это люди без родины. Они отказались от всего, они выбрали голод. Они знают, что их родные будут замучены, но они будут говорить правду. Они любят свою родину, и скажут вам, почему они остаются здесь. Они, как я, предупредят мир об опасности, ему грозящей, они, как я, готовы пожертвовать жизнью в борьбе. Я ищу борьбы!
В ответ на речь Кравченко, издатель Клод Морган сразу совершает нападение на Кравченко, пытаясь выставить его «чужим», заявляя о том, что он — француз, газета — французская, его товарищи — французы, а он, иностранец, не имеет никакого права что-либо им высказывать. После долгих рассказов об участии членов газеты в сопротивлении, тот однако умалчивает, что один из их коллег и сооснователь газеты Жан Полан ушёл из газеты более года назад, обвинив газету и ФКП в лжи и обмане. После него выступил Андре Вюрмсер, который, используя манипуляцию, начал разделение публику на «своих»  и «чужих», сообщая что раз Кравченко якобы предал свою страну, тот предал рабочих, а значит саму Францию. Сталинисты пытаются активно натравить публику на Кравченко, подменяя понятия, доводя их до абсурда, высказывая самые абсурдные обвинения:
Мы узнаем сейчас от Кравченко, что зверства совершались не в Бухенвальде, а в Сибири! Нам скажут, что наши товарищи погибли в крематориях на Кубани!Андре Вюрмсер
Мэтр Изар спрашивает Вюрмсера, считает ли он патриотом Андре Марти, который призывал восставать против своего правительства. Вюрмсер отвечает утвердительно. Мэтр Изар обращает внимание слушателей на то, что у сталинистов двойные стандарты – Андре Марти для них патриот, а Кравченко, который критикует сталинский режим – предатель.
Позже, сторона защиты пытается выстроить абсурдную логическую цепочку, основанную на том, что раз Кравченко не помнит финал «Кукольного дома» Ибсена, который он цитировал более пяти лет назад при составлении своей книги, якобы из этого следует, что тот не писал книгу, а за него она была написана агентами ЦРУ в США.

### Основные свидетели на процессе

#### Свидетели Les Lettres françaises
Первым свидетелем был Луи Мартэн-Шоффье — председатель национального союза французских писателей, что назвал газету «очень хорошей», однако на вопрос о том, как тот относится к тому, что его близкий друг и коллега Поль Низан был назван «предателем» этой же газетой, когда тот вышел из ФКП после пакта Молотова — Риббентропа, тот постарался уйти от ответа.
Фернан Гренье, депутат Национального собрания стал вторым свидетелем от газеты. Тот начал критику на основе того, что Кравченко ничего не мог помнить из того, что было, когда истцу было 8 лет. В ответ сообщается то, что события того времени — важное событие в истории семьи Кравченко. Далее Гренье сообщает, что видел деятельность НКВД, а также одну из чисток, и «не чувствовал запаха крови», якобы напротив, деятельность НКВД была крайне цивилизованной. В ответ Кравченко заявил, что тот не зная русский язык, воспринял партсобрание на автозаводе за чистку, а также напомнил о судьбе Николая Бухарина. В ответ депутат сразу же пытается сменить тему разговора на индустриализацию, за что получил замечание от судьи.
Третьим свидетелем был сотрудник «Темуаньяж Жретьен» Пьер Дебрей, который, пытаясь пристыдить Кравченко, указывает на другого невозвращенца Михаила Корякова, однако на следующем же заседании оказывается, что тот крайне лестно и позитивно отзывался о работе Кравченко.
Ещё один свидетель, профессор политических наук, член компартии Баби выступает с заявлением, что книга написана американскими агентами, так-как тот читал русских авторов в переводе, и не заметил этот самый дух в книге Кравченко, а позже, когда того высмеяли за это заявление, тот сообщил о росте населения в СССР, тем самым якобы опровергнув репрессии:
Судья: Вы допускаете, что за это время советское население увеличилось с 117 до 180 миллионов. Единственное, чего вы не допускаете, это того, что оно могло увеличиться, понеся при этом потери, которые вы оцениваете в какую цифру?
Баби: Лично я полагаю, что вообще никаких репрессий не было.
Судья: Ну, возьмём 20 миллионов.
Баби: Я отказываюсь от этой цифры... Что ещё там за потери? В своей книге Кравченко говорит, что одна чистка унесла 10 миллионов.
Судья: Значит, вы допускаете, что за этот период население России могло без труда вырасти на 63 миллиона человек, но не допускаете — на 73 миллиона человек?
Баби: Мне кажется это абсурдным.
Судья: Но вам не кажется абсурдным предположить, что население России выросло с 1917 по 1939 года со 117 до 180 миллионов. А абсурдным вам кажется, что оно могло вырасти за тот же период с 127 до 180 миллионов.
Баби: Нет, этого не может быть.Стенография судебного заседания от 24.01.1949 г.
Первым же, кого привлекли по ходу процесса со стороны ответчика, стал Альберт Кан, которого те назвали «специалистом по Пятой колонне». Тот сразу же заявляет об антисоветской пропаганде, а также о том, что через Кравченко говорят люди Геббельса. В ответ сторона обвинения спрашивает о том, знает ли данный «специалист» об авторе статьи, из-за которого и началось судебное разбирательство, в ответ на что тот говорит, что не знает. В зале смех. Тем временем, Кан продолжал:
Кан: В Америке находится миллион украинцев. Они все фашисты и продолжают шпионаж, которым занимались наци…
Кравченко: Чем объясняет свидетель, что моя книга печаталась фельетонами в сорока американских газетах одновременно? Неужели в Америке сорок фашистских газет?
Кан: Это были газеты Хёрста… Он – фашист и был за «Ось»...

#### Свидетели Кравченко
Первым свидетелем вызывают Муанэ — пилота эскадрильи «Нормандия-Неман», кавалера французских и советских орденов, который, будучи в СССР видел жизнь простых людей и подтвердил слова Кравченко. Так, по его словам, его близкий друг — советский авиамеханик ему говорил, что «живётся так же плохо, как при царе, даже хуже» (причём был готов лично судье сообщить личные данные этого механика для привлечения его к суду). По его словам, тот лично видел, как аэродром, на котором тот служил, расчищали от снега в грязном тряпье женщины, пока их охраняли часовые с винтовками. Причиной такого наказания послужил тот факт, что те опоздали на смену на завод. Так, Муанэ завершал свой рассказ:
Они до такой были доведены степени, что – я сам видел – ходили по нужде прямо тут, на месте...
Следующим свидетелем стал инженер Франциск Борнэ, который проживал в России с 1909 по 1947 года. По его словам, тот пять лет провёл в концентрационном лагере из-за своей национальности по обвинению в шпионаже. На суде предоставил список из 137 французов, которые находились вместе с ним в колонии по той же причине, однако умершие во время заключения. Далее он долго рассказывал о опыте своей жизни в СССР, о переживании голода, о произволе властей и работе в Магнитогорске.
Также в суд прибыли семья беженцев из СССР — Семёна и Ольги Марченко. Те дали показания о раскулачивании крестьянства, а также об издевательствах со стороны НКВД и тюремном заключении. По словам супруги, после того, как та взяла в долг для выплаты непомерного налога у соседей, и выплатив налог, её всё равно лишили имущества, опечатав дом, а её, на девятом месяце беременности, выкинув де-факто на мороз.
Другим свидетелем стал инженер Кизло, давший показания о монополии хлеба и манипуляцией этим фактом для давления на недовольных. В ответ на вопрос о том, что тот делал в 1941 году, ответил: «члены компартии бежали, начальство бежало, мне оставили четыре старые клячи. Я не мог на них уехать с женой и двумя детьми». После его ответа, коммунисты инициировали провокацию и полемику с Кравченко, уводя внимание суда от показаний Кизло, из-за чего жандармерии пришлось вмешаться в судебный процесс.
После Кизло, выступал Кревсун из Полтавы. Тот выступил с заявлением о беззаконии в СССР, а также о бесчеловечном обращении с пленёнными солдатами:
Я был солдатом Красной Армии и попал в плен к немцам. Англичанам и французам, которые попали в плен к немцам и были военнопленными, помогал Красный Крест. А Сталин сказал: «У нас нет пленных, есть только предатели и дезертиры…» И вот тысячи наших солдат умирали в лагерях. Я в лагере был, сам спал на трупах… Согласно принятой мной присяге я должен был покончить самоубийством. Многие и кончали, но я ещё хотел бороться с фашизмом, с немецким и советским. Я свой народ люблю до смерти. И я за него в любой момент готов на казнь, а Сталин и Политбюро – это не народ.

### Свидетели, привлечённые по ходу процесса

#### Свидетели от Советского Союза
Первым свидетелем от СССР стала первая жена Кравченко — Зинаида Горлова; около неё постоянно находилась неназванная для суда женщина, которая, как позже оказалось, была агентом НКВД. Горлова обвиняла мужа в том, что он её бил, заставил сделать аборт и совершал против неё много неподобающих поступков. Она утверждала, что никогда не слышала от него ни об Орджоникидзе, ни о колхозе, крайне напугав этим Кравченко, однако с помощью мэтра Изара, тот пришёл в себя и продемонстрировал сначала документы, а потом и свидетелей, которые опровергли слова его жены. Кравченко пытался предложить ей политическое убежище и пойти с ним, но как говорят некоторые свидетели процесса, приставленная к ней девушка из НКВД помешала этому.
Более интересным свидетелем оказался бывший начальник Кравченко — Романов. Сначала он путался в показаниях, а потом апеллировал к тому, что и свидетели, и сам Кравченко живы, несмотря на репрессии:
Романов: Я постараюсь говорить правду. Кравченко не глуп. (Мэтр Изар: Спасибо и на этом!) У него прекрасная память. (Мэтр Изар: Так и запишем! Это очень важно). Он умеет себя подать. Но его отец мне говорил, что он позорит семью.
Кравченко: Романов, да побойтесь вы Бога! (смеётся).
Романов: В Техническом институте он славился распутством и вёл себя не совсем хорошо. Например, когда он провалился на экзамене у проф. Емельяненко, он потом распустил слух, что Емельяненко, по классовым причинам, его провалил. Время у него уходило на всё, кроме ученья. Как ему дали диплом, я даже не знаю…
Мэтр Изар: Но вы, кажется, сказали, что он не глуп? (Смех).
<...>
Романов: …И так мы узнали, что он совершил гнусное преступление: он вступил в дебаты с нашим правительством.
Кравченко: А почему нет?
Председатель: Читали ли вы статью Сима Томаса?
Романов (плачущим голосом): Читал! Я понял, что он предатель и не может больше смотреть в глаза!
Кравченко: Да вы не плачьте! Я смотрю вам в глаза! <…> Я хочу спросить, в свою очередь: пусть нам свидетель скажет, когда он вступил в партию?
Романов не отвечает на этот вопрос. Вюрмсер с места кричит что-то, мэтр Изар, в свою очередь, возвышает голос: — Тут судят не Кравченко, а вас. Вы — диффаматор!
Романов: Я был беспартийный.
Кравченко: Это секрет, когда вы вступили в партию?
Романов (нехотя): В 1939 году.
Вызывались и другие свидетели, например, Кобылов и Васильев, чьи показания противоречили друг другу, а обвинения не соотносились между собой. Среди подобных моментов наиболее показательной стала «перекличка мёртвых» — перечислив репрессированных в СССР бывших коллег свидетелей, мэтр Изар получал только одну реакцию: «Не знаю. Не помню».

## Итоги
4 апреля 1949 года процесс завершился в пользу Кравченко. Суд постановил издателей газеты выплатить Кравченко по 50.000 франков, а также опубликовать опровержение в газете. Однако это не остановило сталинистов от поиска врагов — позднее по заявлению Давида Руссэ пройдёт суд, который также будет проигран. Вскоре Вюрмсер обвинит в предательстве и самого Моргана.
Через 30 лет после процесса, Морган признает, что Кравченко был абсолютно прав, и поймёт он это только когда увидит своими глазами подавление Венгерского восстания танками из окна будапештской гостиницы. Сам же Вюрмсер позже будет себя оправдывать тем, что советская пропаганда затмила его разум. Свидетель Веркор также разочаруется в СССР. А Д’Астье де ля Вижери, грозивший, что арестовал бы Кравченко, в 1963 году также напишет о том, как глубоко тот ошибался, назвав сталинизм страшной угрозой. Мэтр Матарассо, защищавший газету, дрогнет ещё на процессе – когда услышит слова Маргарет Бубер-Нойман. Он не сможет задать ей ни одного вопроса. Позже он признает, что всё, сказанное Кравченко в его книге, было правдой.
Однако после процесса, советские же газеты писали о безоговорочной победе над Кравченко и его хозяевами из американской разведки, а также, что:
...К концу процесса предатель был уже полностью деморализован и раздавлен и его собственные адвокаты то и дело раздражённо кричали: «Болван, болтает не то, что надо!»... Кравченко метался на суде, как затравленная крыса, пищал и в страхе озирался по сторонам… На авеню Йена ждала… расправа с провинившимся холуём. Наконец во избежание новых скандальных разоблачений американцы вообще убрали его из зала суда...Литературная газета, Москва, 14 апреля 1949 года
Кравченко же остался социал-демократом, и написал ещё одну книгу, но уже о самом процессе, которая однако почти не получила огласки. На доходы от книги, тот инвестировал в проекты по борьбе с беднотой в Перу и Боливии, на чём и разорился, причём по ряду данных, КГБ СССР сыграла в этом не последнюю роль. Несколько раз Кравченко пытались убить, а в 1966 году того обнаружили с огнестрельным ранением в собственной квартире. Официальной причиной смерти являлось самоубийство, однако многие исследователи, в том числе и его дети сообщали, что скорее всего тот был убит спецслужбами СССР.